# Drzewce (województwo lubelskie)
Drzewce – wieś w Polsce położona w województwie lubelskim, w powiecie puławskim, w gminie Nałęczów około 5 km na północ od Nałęczowa.
W latach międzywojennych istniała gmina Drzewce.
W latach 1954–1959 wieś należała i była siedzibą władz gromady Drzewce, po jej zniesieniu w gromadzie Piotrowice. W latach 1975–1998 miejscowość należała administracyjnie do ówczesnego województwa lubelskiego.
Wieś stanowi sołectwo gminy Nałęczów. Według Narodowego Spisu Powszechnego z roku 2011 wieś liczyła 591 mieszkańców.
W Drzewcach znajdują się: stacja kolejowa Nałęczów, biblioteka, remiza Ochotniczej Straży Pożarnej oraz boisko piłkarskie. Od 2002 roku istnieje Klub Sportowy Cisowianka Drzewce w sezonie 2023/2024 występujący w IV lidze w grupie lubelskiej.
Wierni Kościoła rzymskokatolickiego należą do parafii Miłosierdzia Bożego w Piotrowicach.

## Historia
Od początku założenia wsi Drzewce były związane z parafią Wąwolnica, powiatem lubelskim, a od roku 1474 województwem lubelskim. Przed 1863 rokiem wieś należała do gminy Buchałowice, ale siedziba tej gminy mieściła się w Drzewcach. Po upadku powstania styczniowego powołano nową gminę pod nazwą Drzewce z siedzibą w Drzewcach. W roku 1880 siedzibę gminy przeniesiono do Wąwolnicy. Od tego też roku powróciła nazwa gminy Drzewce, lecz siedziba jej pozostała w Wąwolnicy.

## Atrakcje turystyczne
Drzewce leżą na kilku turystycznych szlakach rowerowych. W centrum wsi znajduje się miejsce odpoczynku. W miejscowości znajduje się cmentarzyk wojenny z okresu I i II Wojny Światowej. Do rejestru zabytków wpisane są dwór, spichrz oraz park i aleje dojazdowe z końca XIX wieku.

## Przemysł
- Zakład butelkujący mineralną wodę „Cisowianka” (Nałęczów Zdrój),

- Zakład przerobu folii (PHU EWELMAR – BIS).